# Вајола (Катанцаро)
Вајола је насеље у Италији у округу Катанцаро, региону Калабрија.
Према процени из 2011. у насељу је живело 180 становника. Насеље се налази на надморској висини од 390 м.